# Namundelafälle
Die Namundelafälle des Flusses Mansya liegen in der Provinz Muchinga in Sambia. 

## Beschreibung
Die Namundelafälle sind schwer zu erreichen. Ihr Besuch erfordert einen ganzen Tag in schwierigem Gelände. Die anderen Wasserfälle des Mwambwa sind wesentlich leichter zugänglich. Die Chusa-Fälle lagen flussaufwärts elf Kilometer entfernt vom Shiwa Ngandu Hotsprings Camp, das 100 Kilometer nördlich von Mpika nahe der Asphaltstraße nach Chinsali liegt. Sie bestanden aus wasserreichen Kaskaden und Schnellen, wurden allerdings mittlerweile durch den Bau eines Staudamms überflutet. Etwas flussabwärts befinden sich die 15 Meter hohen Senkelefälle, die von Shiwa Ngandu nur 15 Kilometer entfernt sind.

## Energiegewinnung
Ähnlich wie bei den Chusa-Fälle ist geplant, einen Damm an den Namundelafällen zu errichten.